# Chuquicamata
Chuquicamata (/ tʃuːkiːkəmɑːtə / choo-kee-kə-MAH-tə) ali Chuqui, kot je bolj znano, je z izkopanim prostorom največji rudnik bakra na svetu. Je na severu Čila, blizu mesta Calama na nadmorski višini 2850 m, 215 km severovzhodno od Antofagaste in 1240 km severno od glavnega mesta Santiaga. Flotacijski in talilni objekti so bili nameščeni leta 1952, širitev obratov za prečiščevanje leta 1968 pa je omogočila 500.000 ton letne proizvodnje bakra v poznih sedemdesetih letih. Rudnik je v lasti in upravljanju podjetja Codelco, čilskega državnega podjetja, od čilske nacionalizacije bakra v poznih šestdesetih in zgodnjih sedemdesetih letih. Z globino 900 metrov je drugi najgloblji odprti kop na svetu (za rudnikom Bingham Canyon v Utahu, ZDA).

## Etimologija
Obstaja več različic pomena Chuquicamata.  Najbolj znano je, da pomeni mejo (camata) dežele Chucos (chuqui). Druga pravi, da pomeni kovinsko (chuqui) konico lesenega (camata) kopja. Tretja pravi, da pomeni razdaljo (camata) do katere je Atacamec vrgel sulico (chuqui), da bi določil velikost bakrene rude, ki jo je bog namenil za nagrado. Še ena teorija je, da pomeni Pico de Oro ali 'zlati vrh'.

## Zgodovina
Ime Chuquicamata je beseda iz jezika Ajmarov in se nanaša na indijansko skupino chuco ali chuqui. Pridobivali so baker že v predšpanskem obdobju za izdelavo orožja in orodij.
Poleg Inkov in španskih raziskovalcev, si Čilenci in Angkeži v letih od 1879 do 1912 izkoriščali brohantitne žile. (Brohantit je sulfatni mineral, eden izmed številnih bakrovih sulfatov. Njegova kemična formula je Cu4S04 (OH) 6, imenovan po geologu in mineralogu A. J. M. Brochanta de Villiersu)
Dnevni kop je bila največja jama na svetu v devetdesetih letih. Toda svoj prvenstvo je izgubil, prehitel ga je nov rudnik bakra Escondida, ki je danes največji rudnik na svetu s 750.000 tonami proizvodnje, kar je bilo 5,6% svetovne proizvodnje leta 2000. Baker so stoletja kopali v Chuquicamati, kar je pokazalo odkritje leta 1899 – Bakreni človek je mumija, datirana okoli leta 550, ki je bila najdena v antičnem rudnem jašku pri odlomu kamnine.  Prav tako je pravijo, da je Pedro de Valdivia dobil bakrene podkve od domačinov, ko je tod hodil v začetku 16. stoletja. 
Rudarska dejavnost je bila relativno skromna do solitrne vojne, ko si je Čile prilastil velika območja Peruja in Bolivije severno od svoje stare meje, med njimi tudi Chuquicamato. Takrat je prišlo do velikega priliva rudarjev na območje, ki jih je privlačila »rdeča zlata mrzlica«" (La Fiebre del Oro Rojo) . Kmalu je bila Chuquicamata polna rudarjev in zahtevkov za rudarjenje je bilo več kot 400 naenkrat. Bilo je divje in neorganizirano taborišče. Naslov zahtevkov je bil pogosto v dvomih zaradi pomanjkljive rudarske zakonodaje iz leta 1873 in zajetja Calame s strani pobudnikov čilske državljanske vojne leta 1891, ki so zaplenili rudnike. Mnogi rudarji so živeli v improviziranih in brezpravnih krajih okoli rudnikov, med njimi Punta de Rieles, Placilla in Banco Drummond, ki so zagotavljala alkohol, igre na srečo in prostitucijo in kjer je bil umor skoraj vsakodnevni dogodek. Že leta 1918 je bilo treba poslati vojsko, da bi ohranila red . Mesta so bila sčasoma pokopana pod odlagališči jalovine vzhodno od rudnika.
Eden od poskusov je bila obdelava rude nizke kakovosti v letih 1899-1900, ki jo je opravil Norman Walker, partner v La Compañia de Cobres de Antofagasta, vendar je podjetje uspel globoko zadolžiti. Vendar pa se rudarstvo v začetku ni razvilo zadovoljivo zaradi pomanjkanja vode, izolacije in pomanjkanja komunikacij, pomanjkanja kapitala in nihanj cen bakra. Kljub temu so se večje rudarske družbe sčasoma pojavile in organizirale kot komercialne, ne pa rudarske operacije, da bi se izognile pomanjkljivostim rudarske zakonodaje  in začele odkupovati in konsolidirati majhne rudnike in zemljišča.

### Sodobni rudnik
Sodobno obdobje se je začelo, ko je ameriški inženir Bradley končno razvil metodo obdelave oksidiranih bakrenih rud. Leta 1910 se je obrnil na odvetnika in industrialca Alberta C. Burraga, ki je poslal inženirje, da preučijo Chuquicamato. To je bil začetek rudarjenja bakra s strani raziskovalne družbe Čilske raziskovalne družbe, skupine Guggenheim. Njihova poročila so bila dobra in aprila 1911 je začel kupovati rudnike in zemljo, predvsem od večjih rudarskih družb, v sodelovanju z Duncan Fox y Cia., angleškim podjetnikom.
Ker Burrage ni imel kapitala za razvoj rudnika, se je obrnil na Guggenheim Brothers. Preučili so njegove objekte in ocenjene rezerve na 690 milijonov ton, z deležem 2,58% bakra . Guggenheims je imel tudi postopek za ravnanje z nizkimi vsebnostmi rude, ki jih je razvil Elias Anton Cappelen Smith in so bili takoj zainteresirani. Sčasoma do kupili Burrage in svetovalec za metalurgijo je za M. Guggenheim's Sons izdelal prvi postopek za obdelavo bakrove oksidne rude iz Chuquicamate okoli leta 1913 in vodil osebje inženirjev, ki je upravljalo pilotno napravo v Perth Amboyju v New Jerseyju v treh izmenah celo leto.
Nadaljevali so z razvojem in izgradnjo rudnika na vzhodnem delu Chuquicamata polja. (Preostali del polja je postopoma pridobil v naslednjih 15 letih). Izpiralni obrat z 10.000 ton dnevno je bil načrtovan, da vsako leto proizvede 50.000 ton elektrolitskega bakra. Med nakupom opreme so bili parni bagri iz Panamskega prekopa . Pristanišče in elektrarna na nafto sta bila zgrajena v Tocopilli, 90 kilometrov zahodno in zgrajen je bil vodovod tako, da je pripeljal vodo iz Andov . 
Že leta 1915 je prešel v last ameriške družbe, ki je večkrat spremenila ime, najprej se je imenovala Chilean Exploration Company, nato Chile Copper Company na koncu pa Anaconda Copper Mining Company. Ta družba je ob rudniku postavila mesto z osnovno infrastrukturo. 
Proizvodnja se je začela 18. maja 1915. Dejanska proizvodnja se je povečala s 4345 ton v prvem letu na 50.400 ton v letu 1920 in 135.890 ton leta 1929 pred veliko gospodarsko krizo in povpraševanjem. 
Guggenheimsi so rudnik prodali družbi Anaconda Copper leta 1923. 
Proizvodnja je že vrsto let izhajala iz oksidiranega oplaščenja rude, ki je zahtevala samo izsuševanje in nato elektrolitsko obdelavo bakra, vendar so bile do leta 1951 oksidirane zaloge izčrpane, družba pa je zgradila mlin, flotacijsko in talilnico za obdelavo velikih zalog obogatenih bakrovih sulfidov. Ti sekundarni sulfidi izhajajo iz izsuševanja nadrejene rude in njenega ponovnega nanašanja in zamenjave globljih primarnih (hipogenih) sulfidov.
Leta 1957 je bila pod jalovino odkrita zaloga Exotica (Južni rudnik), ki se je izkazal kot največja znana zaloga bakra. To je pripeljalo do izgradnje oksidne naprave, koncentratorja, topilnice, rafinerije in mesta, vse do rudnika, ter elektrarne v Tocopilli. 
Konec 60. let je vlada predsednika Eduarda Freia Montalve pridobila večinski delež v čilenski izpostavi Anaconde. Leta 1971, v času Allendejeve vlade, je kongres izvedel popolno nacionalizacijo rudnika. Augusto Pinochet, ki je leta 1973 strmoglavil Allendeja, je rudnik obdržal v državni lasti in družbi Anaconda izplačal odškodnino. 
Vrsto let je bil rudnik z največjo letno proizvodnjo na svetu, vendar ga je pred kratkim prehitela Minera Escondida. Kljub temu ostaja rudnik z daleč največjo skupno proizvodnjo približno 29 milijonov ton bakra do konca leta 2007 (razen rudnika Radomiro Tomića). Kljub več kot 90-letnemu intenzivnemu izkoriščanju ostaja eden največjih znanih virov bakra. Njegova odprta jama je največja na svetu, dolga 4,3 km, široka 3 km in globoka več kot 900 m , njegova topilnica in elektrolitska rafinerija (855 000 ton p.a.) pa sta med največjimi na svetu. Chuquicamata je tudi pomemben proizvajalec molibdena.
Chuquicamata je zdaj združena z rudarskim obratom Radomiro Tomić na severu (vendar še vedno na istem mineraliziranem sistemu), rudnik Alejandro Hales na jugu in nedavno odkritega "grozda Toki" bakrovega porfirja, da se oblikuje Codelco Norte kot del Codelca. 
Zaradi načrtovanega širjenja in poostrene zakonodaje glede onesnaževanja je bilo leta 2004 mesto Chuquicamata zaprto in so vse prebivalce preselili v bližnjo Calamo.

## Geologija
»Chuquicamata očitno pripada širšemu razredu porfirnih bakrenih nanosov. Praktično vsa ruda Chuquicamate gosti Chuqui Porphyry Complex, sestavljen iz vzhodnih, finih tekstur, zahodnih in banco porfirjev.« Ti Cu-Mo porfirni sistemi so nastali med eocen-oligocen0om in prikazujejo klasične »conirane spremembe in mineralizacijo«. Regionalna cona preloma je povzročila hidrotermalno aktivnost, ki je koncentrirala kovinske in sulfidne minerale. Zahodni prelom je glavni in ločuje Chuquicamato na dva dela, zahod in vzhod. Ta prelom je del kenozoiskega sistema zahodnega preloma v Čilu, ki se razteza na nekaj sto kilometrov v splošni smeri sever- jug do severovzhod. Kompleks Chuqui Porphyry leži v mineraliziranem vzhodnem delu jame, neugoden Fortuna kompleks leži v zahodnem delu. »Velik del bakra v Chuquicamati se pojavi v žilah in žilicah, ki polnijo prelome in motnje, povezane s prelomi«. »Pirit je prisoten povsod«, halkozin in kovelin pa se pojavljata kot supergenski in hipogenski minerali. »Molibdenit je viden v Chuquicamati, skoraj vse nosijo kremenove žile«.

## V popularni kulturi
Med svojim znamenitim popotovanjem po Južni Ameriki sta leta 1952 rudnik obiskala tudi Ernesto Guevara in Alberto Granado. Domnevno naj bi ravno brezobzirno izkoriščanje delavcev, kateremu sta bila priča, bilo eden odločilnih dejavnikov, ki so vplivali na »Chejevo« nadaljnjo politično usmeritev. 
V filmu Motoristov dnevnik, ki je bil posnet na podlagi zapiskov s tega potovanja, uslužbenec rudnika prežene Ernesta in Alberta, ki se zavzameta za humanejše ravnanje z delavci, češ »da to ni kraj za turiste«. Danes rudnik obišče približno 40.000 obiskovalcev letno.